# Riaño (Burgos)
Riaño ist ein spanischer Ort in der Provinz Burgos der Autonomen Gemeinschaft Kastilien und León. Der Ort gehört zur Gemeinde Valle de Valdebezana. Riaño ist über die Straße N-232 zu erreichen. Der Ort liegt 94 Kilometer nördlich der Provinzhauptstadt Burgos.

## Sehenswürdigkeiten
- Barocke Kirche Salvador